# Мусабаев, Марат Хасенович
Марат Хасенович Мусабаев (каз. Марат Хасенұлы Мұсабаев; род. 30 июля 1941, Караганда, Казахская ССР, СССР) — советский и казахский оперный певец, заслуженный артист Казахской ССР (1987).

## Биография
Родился 30 июля 1941 года в Караганде.
В 1964 году окончил вокальное отделение Алма-Атинского музыкального училища им. П. И. Чайковского по специальности «солист ансамбля и хора».
С 1960 года по 1998 годы — солист Государственной хоровой капеллы филармонии им. Джамбула.
С 1998 года по настоящее время — солист Казахского Государственного академического театра оперы и балета им. Абая.

## Награды и звания
- Указом Президиума Верховного Совета Казахской ССР от 1987 года награждён почётным званием «Заслуженный артист Казахской ССР» за выдающийся труд в казахском классическом и национальном музыкальном искусстве.;
- Медаль «Ветеран труда» (1985);
- Награждён Почётной грамотой Верховного Совета Казахской ССР;
- Лауреат Государственной стипендии Первого Президента Республики Казахстан в области культуры и искусства и др.
- Указом президента РК от 7 декабря 2010 года награждён орденом «Курмет».[1]

## Семья
- Отец — Мусабаев Хасен Байкелеевич (покойный) железнодорожник.
- Мать — Мусабаева Магрой Абдрахмановна (покойная) мать-героиня.
- Брат — Рашид Мусабаев (1933—2008) — советский и казахский певец (тенор), легендарный солист эстрадно-симфонического оркестра Казахского радио и телевидения. Народный артист Казахской ССР, лауреат Государственной премии Казахской ССР.
- Брат — Мурат Мусабаев (1937—1993) — советский и казахский оперный певец, народный артист Казахской ССР.
- Жена — Мусабаева Амантай Малгаджаровна.
- Сын — Мусабаев, Талгат Маратович (род. 1978) — казахстанский оперный певец (баритон), ведущий солист оперы «Astana Opera», заслуженный деятель Республики Казахстан.